# صندوق اعتباری هنر
صندوق اعتباری هنر سازمانی دولتی و زیر نظر وزارت فرهنگ و ارشاد اسلامی است که در سال ۱۳۸۳ با نام صندوق اعتباری حمایت از هنرمندان، نویسندگان و روزنامه نگاران آغاز به کار کرد. این صندوق در حال حاضر (۱۴۰۳) با بیش از ۱۰۳ هزار عضو و ۳۳ نمایندگی مستقر در استان‌های سراسر کشور مشغول خدمات رسانی به جامعه بزرگ فرهنگ، هنر و رسانه کشور است که زیر نظر وزارت فرهنگ وارشاد اسلامی می‌باشد. مدیرعامل این صندوق سید مجید پوراحمدی است و علاوه بر این پوراحمدی مشاور وزیر ارشاد اسلامی نیز هست.

## تاریخچه شکل‌گیری
در پاسخ به نیاز امنیت شغلی و عدم برخورداری از مزایای یک فرد شاغل بخش عظیمی از فعالان فرهنگی و هنری کشور صندوق اعتباری حمایت از نویسندگان، روزنامه نگاران و هنرمندان با هدف حمایت مستمر از اهالی فرهنگ، هنر و رسانه بنا به پیشنهاد وزارت فرهنگ و ارشاد اسلامی و بر اساس تکلیف برنامه سوم توسعه در جهت سیاست انتقال بخشی از تصدی‌های دولت به بخش خصوصی، مطرح و با تصویب آن توسط هیئت وزیران در مورخ ۱۳۸۲/۰۵/۱۲ رسماً تشکیل شد. بعد از گذشت بیش از یک دهه از فعالیت این صندوق و نیاز به بازنگری در اساسنامه و آیین‌نامه آن در راستای خدمات رسانی هرچه بیشتر به خانواده بزرگ فرهنگ، هنر و رسانه کشور، به استناد مجمع عمومی فوق‌العاده مورخ ۱۳۹۳/۰۳/۰۵ این صندوق با نام جدید «صندوق اعتباری هنر» به فعالیت خود ادامه داد.
با اصلاح مصوبه دولت در خصوص تنظیم اساس نامه و تشکیل صندوق اعتباری هنر در تاریخ ۱۴۰۰/۱۰/۰۸ فعالان قرآن و عترت به فهرست دریافت کنندگان خدمات این صندوق پیوستند.
در نیمه دوم سال ۱۴۰۲ مجموعه فرهنگسرای نیاوران به صندوق اعتباری هنر واگذار شد و به عنوان یکی از زیر مجموعه های این صندوق، برگزاری برنامه های تخصصی فرهنگی و هنری را برعهده دارد.

## وظایف و اهداف
مطابق آنچه که در شرح وظایف و اهداف صندوق اعتباری هنر آمده‌است برخی از موارد حمایتی این صندوق عبارت است از:
- اعطاء تسهیلات اعتباری و وام بانکی جهت خلق آثار فرهنگی، هنری، سینمایی و مطبوعاتی
- مشارکت در تولید آثار فرهنگی هنری، سینمایی و مطبوعاتی
- تلاش برای اعطای وام و تسهیلات اعتباری به اعضای توسط نهادهای مالی برای ایجاد و رونق اشتغال درزمینه فرهنگی و هنری،[۴]
- سیستم‌های حمایتی مانند بیمه تأمین اجتماعی و تکمیلی درمانی،[۵][۶]
- حمایت‌های معیشتی مانند پرداخت مستمری، برای از کار افتادگی و سالمندان و اعطای وام‌های ضروری و کمک‌های بلاعوض[۷][۸]

## ارکان سازمان صندوق اعتباری هنر
صندوق اعتباری هنر دارای سیستم هیئت امنایی می‌باشد که هیئت امنا اعضای هیئت مدیره و مدیر عامل را انتخاب می‌کند. این سازمان دارای ارکان زیر است:
- هیئت مؤسس
- هیئت امناء
- هیئت مدیره
- مدیرعامل
- بازرس

### هیئت مؤسس
وزارت فرهنگ و ارشاد اسلامی

### هیئت امنا
این سازمان توسط هیئت امنایی ۹ نفره به ریاست وزیر فرهنگ و ارشاد اسلامی اداره می‌شود.
در حال حاضر اعضای هیئت امنای صندوق اعتباری هنر عبارتند از:
- «سیدعباس صالحی» وزیر فرهنگ و ارشاد اسلامی
- «علی لاریجانی»
- «سیدحمید پورمحمدی»
- «مهدی کرباسیان»
- «حسین انتظامی»
- «رائد فریدزاده»
- «محسن جوادی»
- «نادره رضایی»
- «محمدرضا نوروزپور»[۱۰]

### هیئت مدیره
اعضای هیئت مدیره
- سیدمجید پوراحمدی رئیس هیئت مدیره و مدیرعامل
- فرهاد قائمیان
- سعیدتوکل
- کوروش زاعی[۱۱]
- حمیدرضا نوربخش[۱۲][۱۳][۱۴]

### مدیرعامل
سید مجید پوراحمدی در حال حاضر مدیرعامل صندوق می‌باشد.

#### مدیران عامل صندوق اعتباری هنر
- حسن تقدس نژاد: ۱۳۸۵–۱۳۸۳
- مهدی نجفی فرید: ۱۳۸۸–۱۳۸۵
- پورموسوی: بهمن: ۱۳۸۸ – خرداد ۱۳۸۹
- مهدی شجاعی: ۱۳۹۲–۱۳۸۹
- غلامرضا خلیل ارجمندی: ۱۳۹۵–۱۳۹۲
- سید حسین سیدزاده: ۱۳۹۶ تا ۱۴۰۰
- سید مجید پوراحمدی :۱۴۰۰ تا کنون

## شرکت‌های تابعه
- شرکت توسعه اقتصاد هنرآتیه (تاها)
- شرکت مهان اندیشان آکام
- شرکت توسعه تجارت هنر پروانه
- شرکت مسیر اعتلای هنر آتیه (ماه)

## موسسات تابعه
- فرهنگسرای نیاوران

## حمایت‌ها
صندوق اعتباری هنر تلاش نموده‌است با اجرایی کردن خدمات بیمه تأمین اجتماعی، بیمه تکمیلی، طرح تکریم، طرح کمک مستمری و ارائه تسهیلات مالی به رفع دغدغه‌های اهالی فرهنگ و هنر کمک نماید.

### حمایت‌های توسعه ای
- اعطاء تسهیلات اعتباری و وام بانکی جهت خلق آثار فرهنگی، هنری، سینمایی و مطبوعاتی[۱۷]
- مشارکت در تولید آثار فرهنگی هنری، سینمایی و مطبوعاتی با آنها
- کمک به اعضا برای دریافت وام و تسهیلات اعتباری به منظور ایجاد اشتغال و توسعه و اشاعه فرهنگ و رونق کسب و کار در زمینه فرهنگی و هنری ضمن دارا بودن توجیه اقتصادی کسب و کار
- مشارکت در تولید آثار فرهنگی و هنری، سینمایی و مطبوعاتی ثبت شده به منظور حمایت از پدیدآورندگان آن‌ها ضمن در نظر گرفتن بعد اقتصادی

### حمایت‌های بیمه ای

#### بیمه تأمین اجتماعی
طبق توافق به عمل آمده میان سازمان تأمین‌اجتماعی و وزارت فرهنگ وارشاد اسلامی، هنرمندان، نویسندگان و روزنامه نگاران واجد شرایط پس از عضویت در «صندوق اعتباری هنر»  با معرفی نامه این صندوق بیمه تأمین‌اجتماعی می‌شوند.
اعضای صندوق می‌توانند ضمن برخورداری از حمایت‌های مربوط به بیمه صاحبان حرف و مشاغل آزاد، شامل فوت و بازنشستگی، از کمک ویژه وزارت فرهنگ و ارشاد اسلامی معادل ۱۰ درصد حداقل دستمزد مصوب شورای عالی کار در هر سال، بابت حق بیمه ماهانه خود برخوردار شوند.
شایان ذکر است؛ از تیر ۱۴۰۳ متقاضیان می توانند با ثبت درخواست از طریق پیام رسان صندوق هنر از خدمات بیمه تأمین اجتماعی برخوردار شوند و دیگر نیاز به مراجعه حضوری افراد به صندوق، صنوف و ادارات کل فرهنگ و ارشاد اسلامی استان ها نیست.

#### بیمه تکمیلی درمان و عمر
فراهم سازی سلامت جامعه فرهنگی و هنری کشور و تأمین آرامش ایشان بهنگام بروز بیماری‌ها موضوعی است که صندوق اعتباری هنر آن را بر خود فرض دانسته و با ایجاد پوشش‌های درمانی تکمیلی برای اعضاء در سراسر کشور امید آن را دارد که بتواند، برای رفع نگرانی‌های جدی هنرمندان، نویسندگان و روزنامه نگاران کشور، امکان خوبی برای تأمین بخش مهمی از هزینه‌های مازاد بر تعرفه‌های بیمه تأمین اجتماعی بیمه شدگان و افراد تحت تکفل ایشان ارائه دهد. بدین منظور صندوق از سال ۸۸ اقدام به تحت پوشش قرار دادن بیمه درمان تکمیلی اعضای خود نموده‌است.
هدف از این اقدام خدمات دهی پزشکی و تأمین درصد بالایی از هزینه‌های درمانی اعضاء صندوق، به ویژه حمایت از عمل‌های جراحی و تأمین هزینه‌های بیمارستانی ایشان است. اعضا با پرداخت کمتر از نیمی از حق بیمه، مشمول بهره‌مندی از خدمات بیمه تکمیلی درمان می‌شوند و مابقی هزینه بر عهده صندوق اعتباری هنر خواهد بود.

### طرح تکریم
طرح تکریم به هنرمندان، نویسندگان و شاعران پیشکسوت و فرهیختگان صاحب سبکی که بیش از ۳۵ سال سابقه آفرینش کار هنری و با بیش از ۶۰ سال سن موفق به دریافت نشان درجه ۱ هنری و صاحب سبک شناخته شده‌اند، تعلق می‌گیرد.

### کمک مستمری
تمامی هنرمندانی که بنا بر دلایلی از قبیل کهولت سن، عائله مندی، بیماری و از کارافتادگی قادر به تأمین حداقل معاش زندگی خویش نبوده و از محل دیگری همچون صندوق‌های بازنشستگی دولتی یا موسسات و نهادهای عمومی غیردولتی (کمیته امداد، بهزیستی و …) مستمری دریافت نکنند پس از احراز صلاحیت و با تأیید دبیر شورای ارزشیابی هنرمندان کشور، مشمول دریافت کمک مستمری می‌شوند.

### سفرهای هفت بحر هنر
به دنبال اهداف و سیاست‌های صندوق اعتباری هنر مبنی بر تمرکززدایی جغرافیایی، شناسایی هنرمندان مستعد و کم برخوردار و یکسان‌سازی بهره‌مندی فعالان فرهنگی و هنری از خدمات صندوق اعتباری هنر، مدیران صندوق اعتباری هنر با سفر به استان های محتلف کشور، ضمن دیدار چهره به چهره با اصحاب فرهنگ و هنر، پیگیر مطالبات و درخواست های آنها هستند.
به منظور پاسداشت شأن و منزلت نامداران و چهره های ماندگار عرصه فرهنگ و هنر کشور، صندوق اعتباری هنر با مشارکت ادارات فرهنگ و ارشاد اسلامی در سراسر کشور ذیل کلان طرح هفت بحر هنر از هنرمندان شاخص استانی طی مراسمی در حضور خانواده، شاگردان و مردم استان، تجلیل و قدردانی می کند.

## اقتصاد فرهنگ و هنر
صندوق اعتباری هنربه عنوان دستگاه محوری حمایت از هنرمندان، نویسندگان، روزنامه نگاران و فعالان قرآن و عترت در دولت مردمی عزم آن دارد اقدامات جدی با نگاه به توانمندسازی هرچه بیشتر هنرمندان و شناساندن هنر ارزشمند ایران در عرصه های بین المللی و نیز سودآور کردن تلاش های جامعه فرهیخته کشورانجام دهد.
از این رو در نیمه دوم سال ۱۴۰۰ معاونت سرمایه گذاری و اقتصاد هنر به ساختار سازمانی صندوق افزوده شد. تأسیس نخستین مرکز خدمات مشاوره کسب و کارهای فرهنگی هنری(ماه)، فعالیت شرکت توسعه تجارت هنر(پروانه)، طراحی پلتفرم گیفت آرت و... از جمله دیگر  اقدامات صندوق اعتباری هنر برای رونق بخشی به حوزه اقتصاد فرهنگ و هنر در دولت مردمی بوده است.

## اقتصاد خلاق
صندوق اعتباری هنر متولی امر اقتصاد خلاق در ایران می‌باشد. و برای این موضوع کار گروهی با حضور نمایندگان تام‌الاختیار وزارتخانه‌های فرهنگ و ارشاد اسلامی، ارتباطات و فناوری اطلاعات، امور اقتصاد و دارایی، وزارت صنعت، معدن و تجارت، معاونت علمی و فناوری ریاست جمهوری و صندوق اعتباری هنر در وزارت فرهنگ و ارشاد اسلامی به ریاست رئیس صندوق اعتباری هنر تشکیل شده که به تعریف مصادیق و مباحث مربوط می‌پردازند.